# Satzschrift
Satzschrift ist ein Zeichensatz, der in einer bestimmten Schriftart entworfen und entsprechend den jeweiligen technischen Bedingungen realisiert ist. Sie dient der Textherstellung und -verarbeitung, dem Satz und dem Druck und bildet die Grundlage der Typografie.
Eine Satzschrift besteht aus einzelnen Zeichen, den Glyphen: in der Regel aus Kleinbuchstaben, Großbuchstaben, Umlauten, Akzentzeichen, Ziffern, Ligaturen, Satzzeichen, Sonderzeichen und Kapitälchen. Diese werden manuell, maschinell oder elektronisch zum Wort, zur Zeile und komplexeren Ordnungen zusammengesetzt. Der Umfang eines solchen Zeichensatzes ist von der Technik und dem beabsichtigten Anwendungsradius einer Satzschrift abhängig.
Die Funktionstüchtigkeit der Figuren einer Satzschrift hat bei den westeuropäischen Alphabetschriften zur Voraussetzung, dass diese waagerecht, in Nachbarschaft mit anderen Zeichen des Inventars, nach einem einheitlichen rhythmischen und stilistischen Prinzip durchgestaltet sind. Erst dadurch lassen sie sich zu einem stimmigen, grafisch ausbalancierten Schriftbild zusammenfügen.

Verschiedene Formen von Schriftzeichensätzen
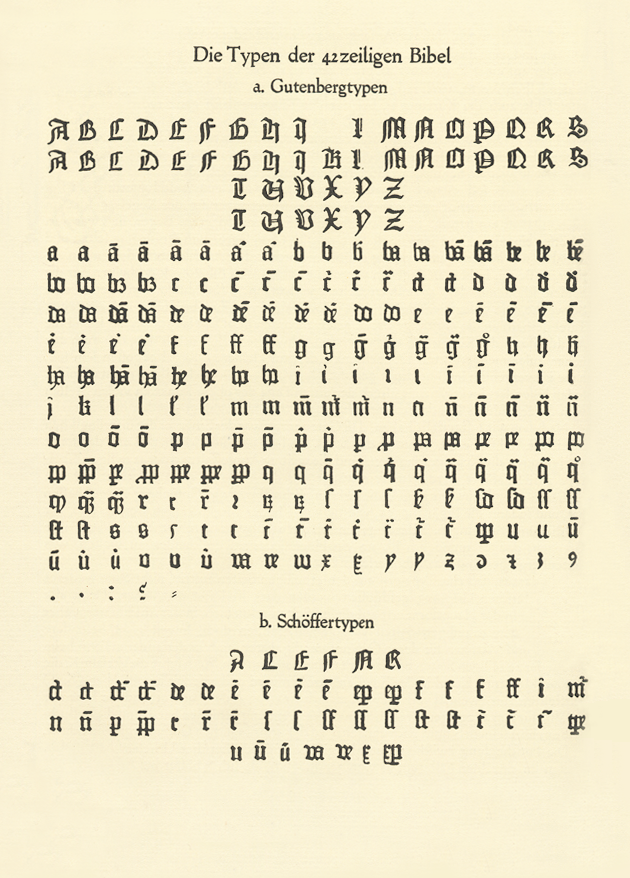
Typenapparat der 42-zeiligen Bibel um 1454
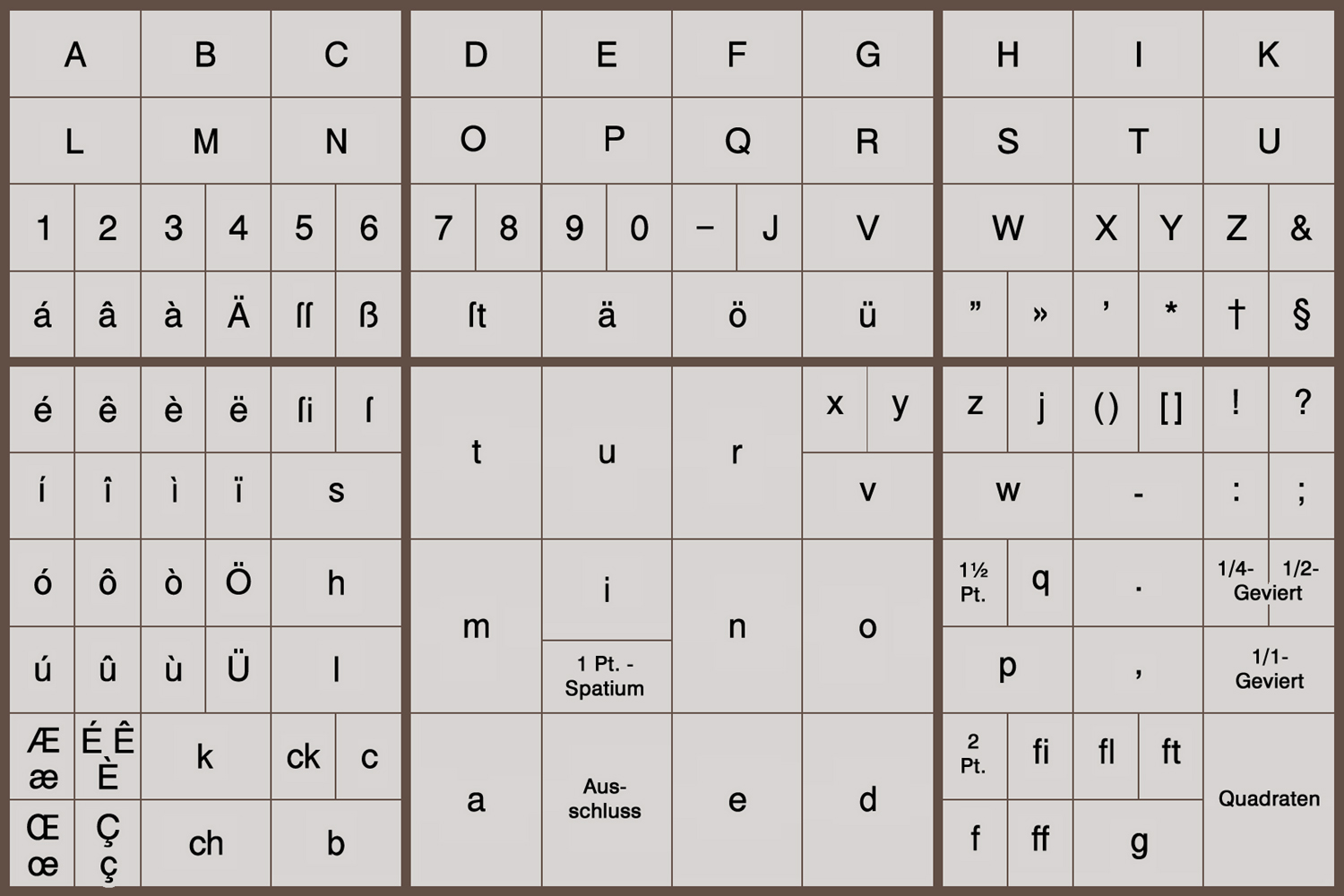
Belegungsschema eines Setzkastens für Antiqua-Schriften (125 Fächer)
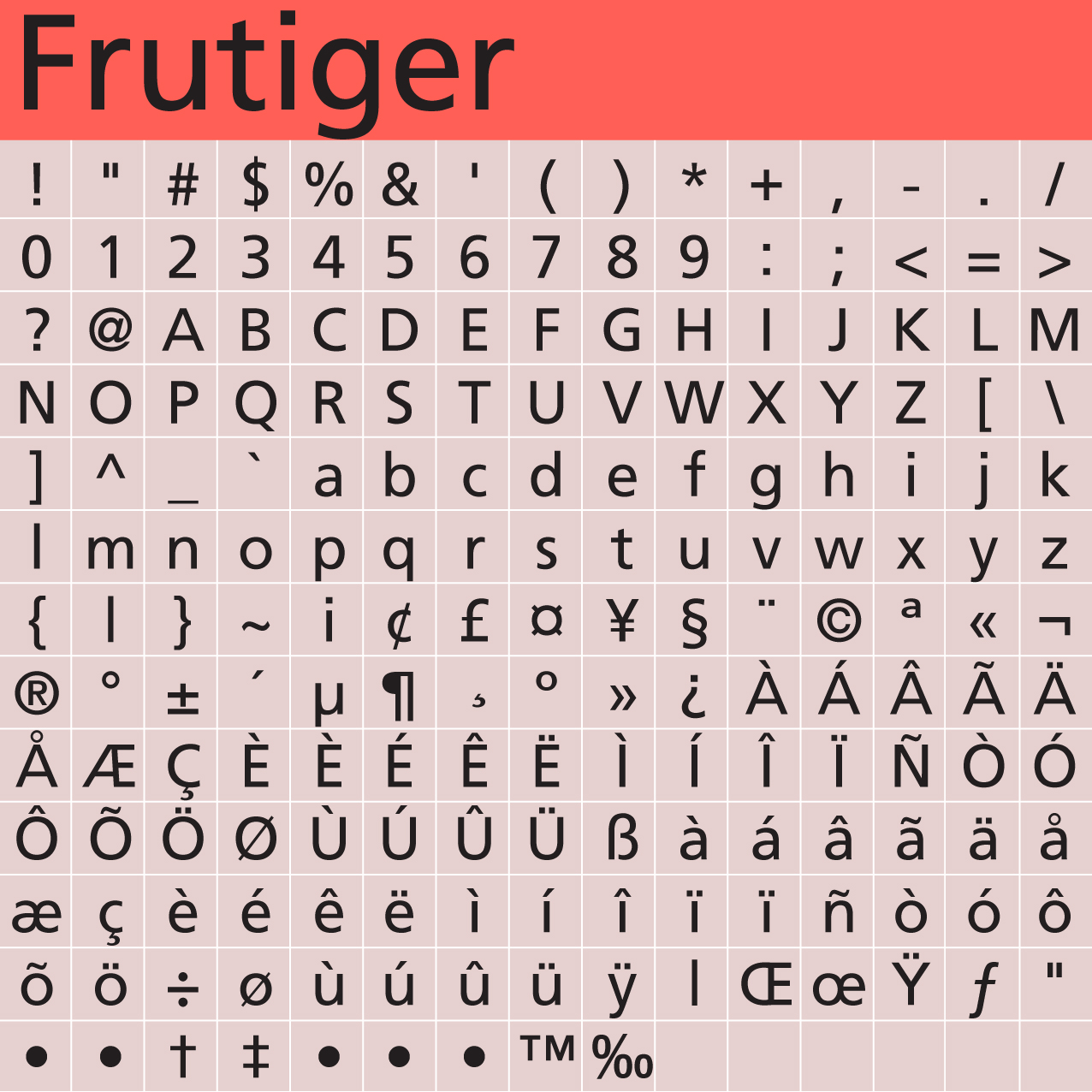
Font der „Frutiger“

## Entstehung der ersten Satzschriften
Die erste Satzschrift wurde um 1450 von Johannes Gutenberg geschaffen, der zusammen mit dem Handgießinstrument die beweglichen Lettern (Typen) entwickelte. Durch seine Erfindung konnten die einzelnen in Metall geschnittenen Buchstaben formidentisch vervielfältigt und dann zu unterschiedlichen in sich homogenen Druckformen zusammengesetzt werden. Damit war es möglich, die Vorzüge des alphabetischen Schriftsystems technisch zu nutzen. Mit einem überschaubaren Zeichenvorrat konnten beliebige Texte in unterschiedlicher Anordnung gesetzt, gedruckt und damit vervielfältigt werden. Dieses Baukastenprinzip findet auch bei digitalen Schriften Anwendung. Ob Netzkommunikation (Chat, SMS, E-Mail) oder Desktop Publishing: Schriftlich verfasste Aussagen werden aus einzelnen Buchstaben zusammen-„gesetzt“.
Die Produktion von Satzschriften war in Zeiten des Bleisatzes ein hochspezialisiertes, teilweise von Berufsgeheimnissen durchdrungenes Handwerk, das von einem kleinen ausgewählten Personenkreis qualifizierter Schriftgestalter und Stempelschneider ausgeübt wurde. Der Entwurf und die technische Realisierung einer Schrift nahmen nicht selten mehrere Jahre in Anspruch. Dessen ungeachtet gab es bereits fünfzig Jahre nach der Erfindung Gutenbergs schon etwa 2000 verschiedene Satzschriften.

## Vom Bleisatz zum Digitalsatz
Bis in die 1980er Jahre – d. h. mehr als 500 Jahre lang – wurde eine Satzschrift in Blei gegossen. Von Anfang an diente sie ausschließlich dem Druck. Deshalb wurden die verschiedenen Satzschriften umgangssprachlich auch als Druckschrift bezeichnet.

Handsatz
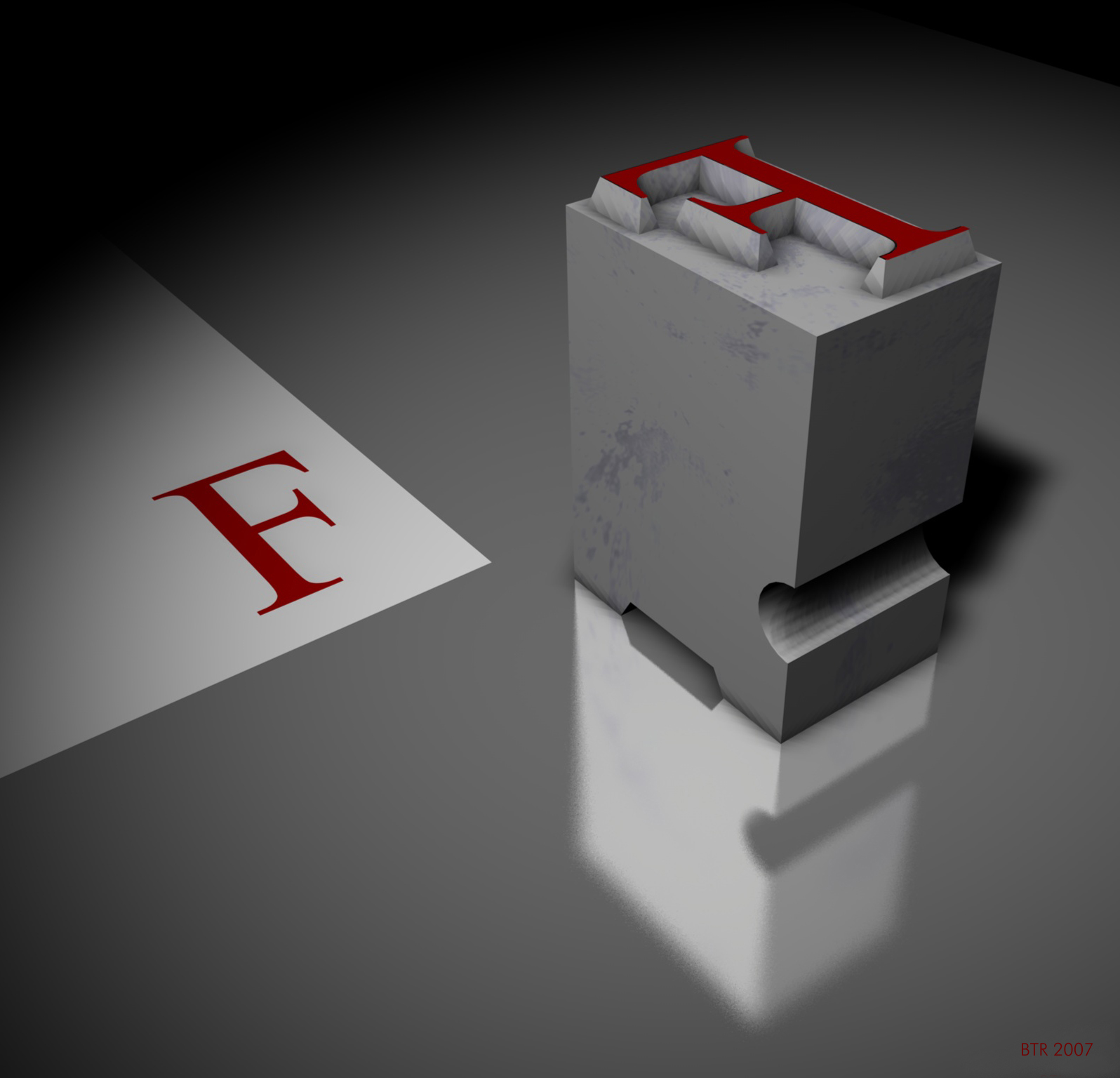
Bleiletter mit Schriftbild „F“
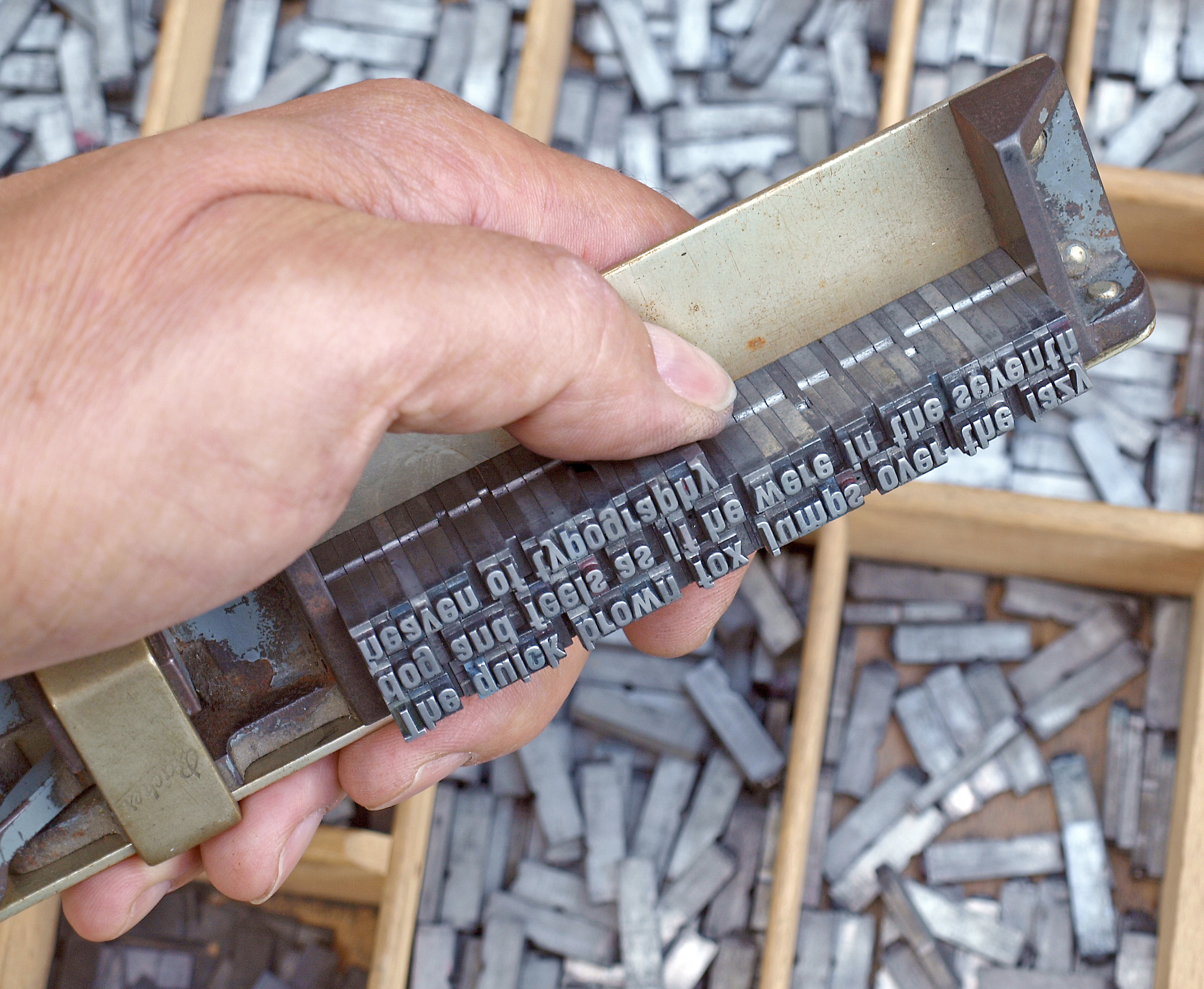
Zeilen im Winkelhaken
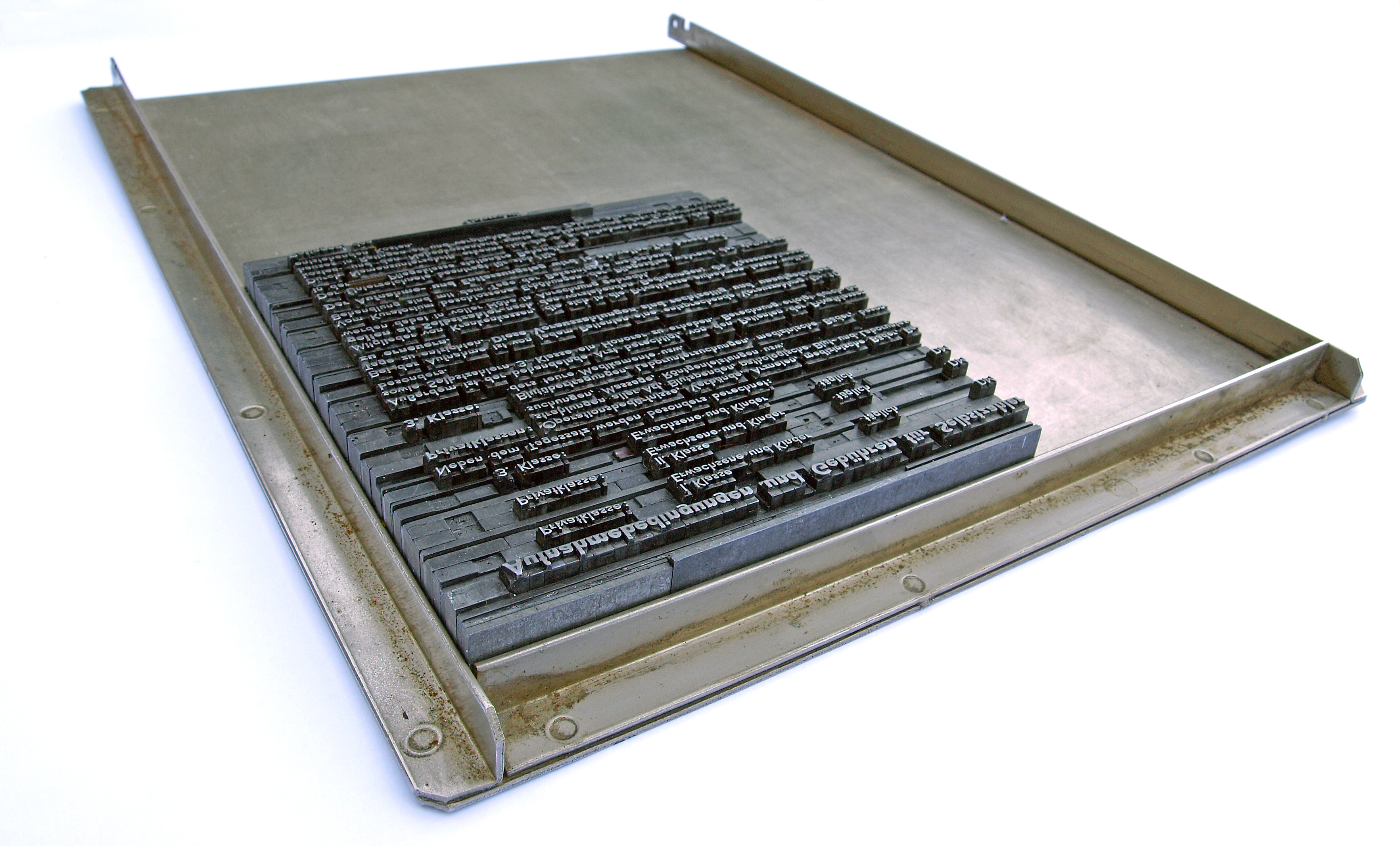
Gesetzter Text im Setzschiff

Dabei blieben das Gießen, Setzen und Drucken noch mehr als 350 Jahre nach Gutenberg Handarbeit. Der Übergang zur industriellen Fertigung setzte erst in den zwanziger Jahren des 19. Jahrhunderts ein, als die erste Setzmaschine in England zum Patent angemeldet wurde. Weitere Entwicklungen bereiteten die Zeilengussmaschine Linotype (1886) von Ottmar Mergenthaler vor. Diese vereinigte das Gießen der Typen und das Setzen zu einem Arbeitsgang und wurde vorwiegend für den Zeitungsdruck verwendet. Umfangreicher Text konnte schnell über eine Tastatur eingegeben werden. 1897 wurde die Monotype-Setzmaschine erfunden, bei der die Buchstaben vermittels Speicherung auf Lochstreifen einzeln gegossen und zusammengesetzt wurden. Diese Maschinen wurden teilweise erst mit dem Desktop-Publishing abgelöst.
Nach dem Zweiten Weltkrieg wurde intensiv daran gearbeitet, die Herstellung von Druckformen aus Blei zunächst durch optomechanische Verfahren zu ersetzen. Anstelle der Gießeinrichtung trat eine Filmbelichtungskammer. Mit der Entwicklung der Fotosatztechnik begann sich die Satzschrift nicht nur von ihrer Bindung an das Blei, sondern danach auch von der an Filmmaterial zu lösen. Mit der zunehmenden Verwendung elektronischer Bauteile statt mechanischer wurde das optomechanische Prinzip auf digital arbeitende Systeme übertragen. 1965 wurde von Rudolf Hell die digitalelektronische Fotosetzanlage Digiset erfunden, in der die Schriftzeichen elektronisch erzeugt wurden. Ab Mitte der achtziger Jahre kam das Desktop-Publishing (DTP) auf, das die Produktionsweisen von und mit Schrift revolutionierte. Die technischen Grundlagen dafür haben bis heute ihre Gültigkeit. Im Zuge dieses Umbruchs änderte sich auch mehrfach die Entwurfs- und Vorlagentechnik von Satzschriften.

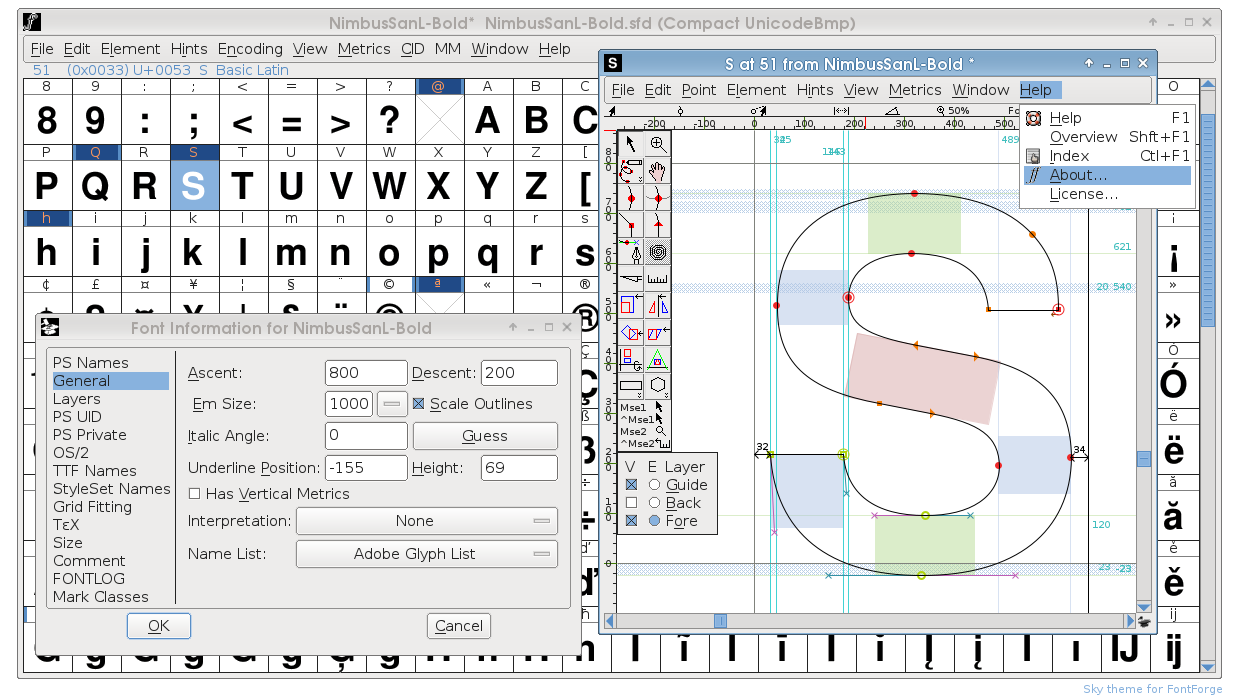
Font-Editor FontForge zum Erstellen eigener Schriften, Details mit Bézierkurven

Heute werden Satzschriften elektronisch hergestellt und genutzt. Mit Hilfe adäquater Software werden sie pixel- oder vektorbasiert entworfen und codiert in digitalen Datenformaten abgespeichert. In Gestalt von Fonts (digitale Schriftträger) bilden sie das Ausgangsmaterial für Schriftanwendungen im Druck und in der virtuellen Textdarstellung/-verarbeitung im Desktop-Publishing und im Web, sowie für schriftliche Informationen auf elektronischen Bildschirmen von Computern und den Displays von Alltagsgeräten.
Entsprechend den Anforderungen an die Auflösung der jeweiligen Geräte werden Bildschirm- bzw. Screen-Schriften einerseits und Druck- bzw. Printschriften andererseits zum Teil in gesonderten Dateien dargestellt. So werden beispielsweise spezielle Satzschriften für Mini-Displays von mobilen Ausgabegeräten wie z. B. Tablets, Smartphones, MP3-Player und Digitalkameras gestaltet.
Der Wegfall technischer und ökonomischer Barrieren hat zur Folge, dass jedermann eine Satzschrift mit einem Schrifteditor – fachsprachlich auch Font-Editoren (Fontlab, Fontographer oder der freie Editor FontForge) – entwickeln und im Internet zum Verkauf anbieten kann. Gegenwärtig schätzt man, dass Millionen von Fonts auf dem Markt sind. Es entstehen weltweit täglich neue.

## Entwicklung der Schriftgattungen
Die Gestaltung von Satzschriften folgte zunächst den Vorbildern der schönsten handgeschriebenen Buchschriften des Spätmittelalters. Diese waren in zwei Gruppen geschieden: nördlich der Alpen im Allgemeinen die gotischen/gebrochenen und südlich, vorwiegend in Italien, die humanistischen/runden Schriften. Bei der Herstellung von Drucktypen setzte sich diese Teilung fort und vertiefte sich.
Gutenberg gestaltete 1454 für die 42-zeilige Bibel die Typen nach dem Vorbild einer in gotischer Schrift geschriebenen Bibel, in der Textura. Ab 1467 kristallisierte sich in Italien durch Übergangsformen (vgl. Konrad Sweynheym und Arnold Pannartz) die Antiqua als humanistische runde Schriftform heraus. 1470 gestaltete Nicolas Jenson die erste vollausgebildete Antiqua. Sie war das Ergebnis der Vereinigung von zwei stilistisch sehr unterschiedlichen Alphabeten zu einem Zeichensatz: den Großbuchstaben (römische Kapitale, z. B. Trajanssäule (113 n. Chr.)) und den Kleinbuchstaben (humanistische Minuskel, 15. Jahrhundert). Diese Vereinigung war bereits durch die Humanisten in den handgeschriebenen Kopien antiker Literatur (vgl. Poggio Bracciolini) vorbereitet worden. Mit der Satzschrift von Jenson waren nun die Grundformen der Antiqua endgültig festgelegt, kanonisiert. Sie wirken bis in die Gegenwart hinein als Standard und haben die Seh- bzw. Lesegewohnheiten vieler Generationen geprägt.

Wiegendrucke in gebrochener und runder Schrift
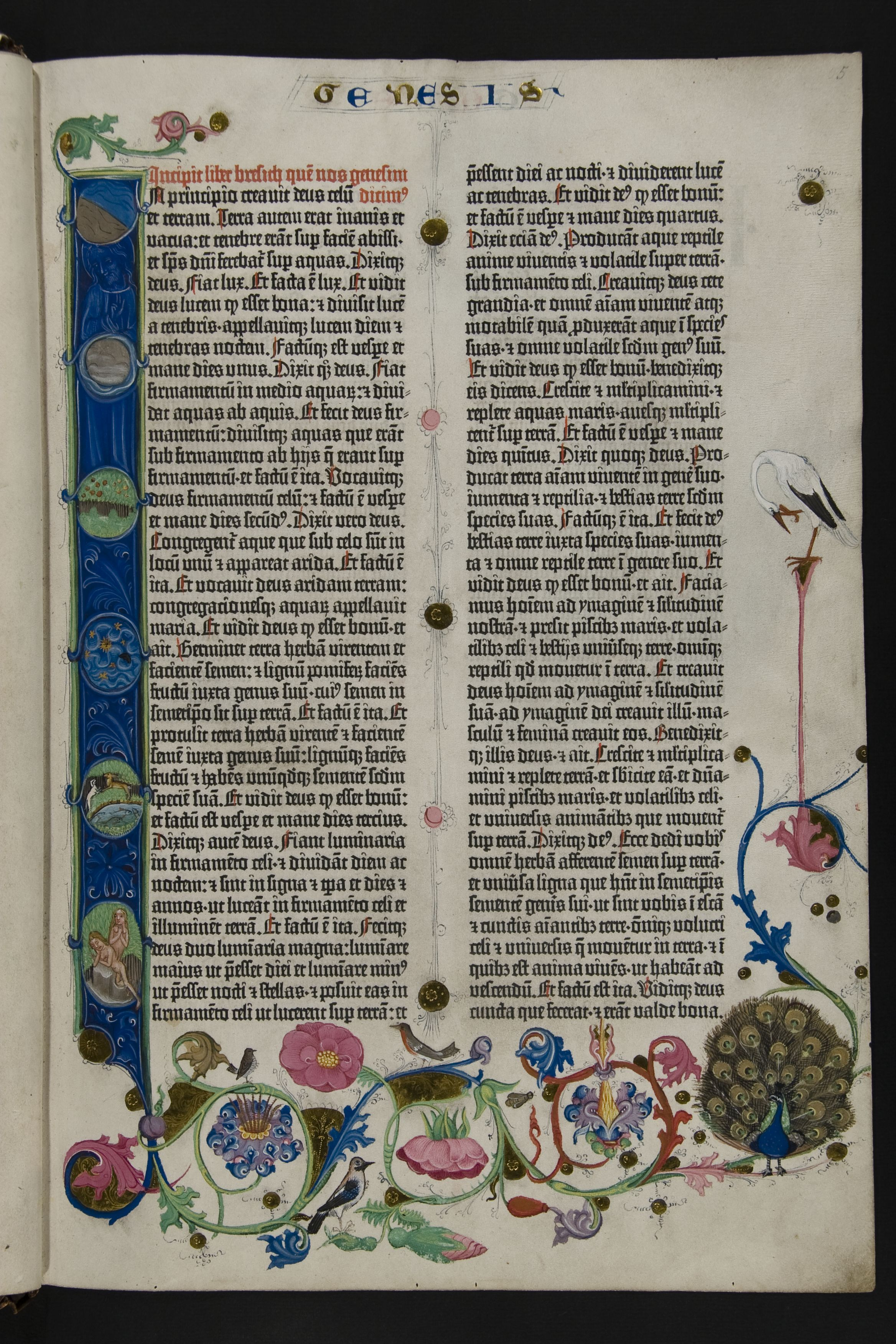
Gebrochene Schrift (Textura Gutenbergs etwa 1455)
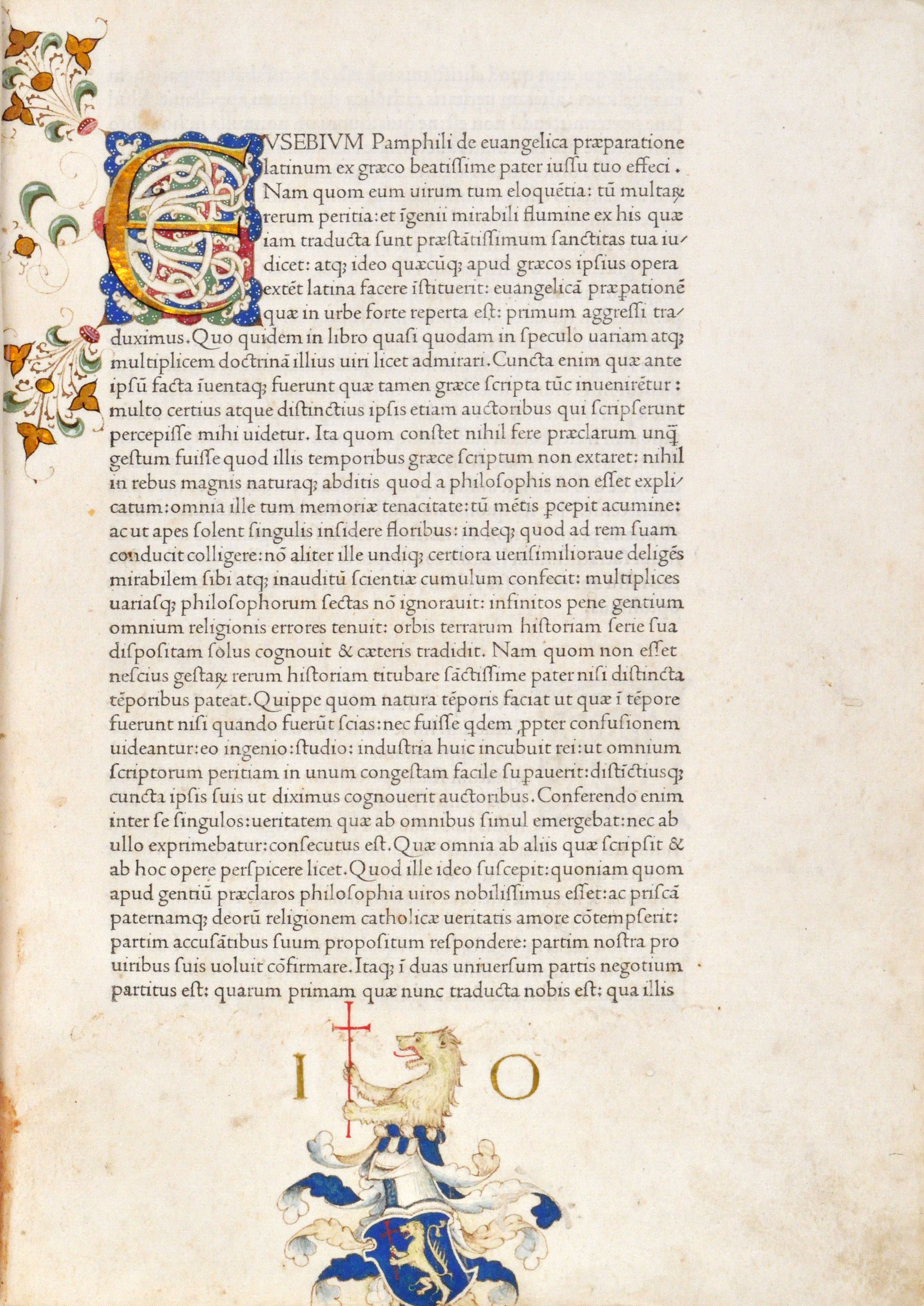
Runde Schrift (Antiqua von Nicolas Jenson 1470)

Mit den gebrochenen und den runden Schriften in den Wiegendrucken waren grundlegende stilistische Richtungen markiert, in denen sich danach die gestalterische Ausformung von Satzschriftarten vollziehen sollte.

Die zwei grundlegenden Schriftgattungen
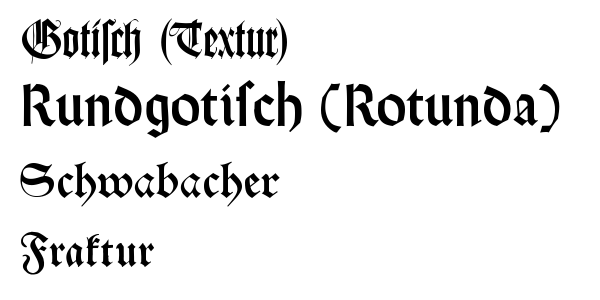
Gebrochene Schriften
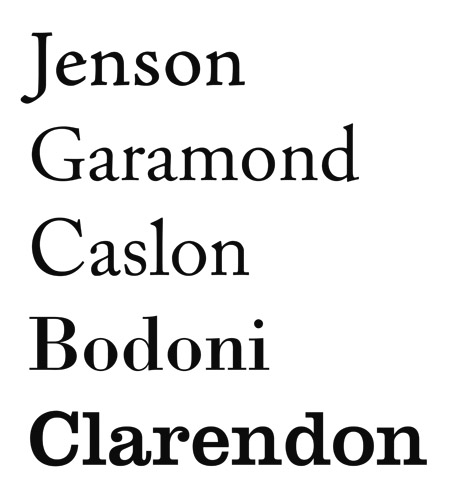
Runde Schriften (Antiqua-Formen)

Eine besondere Rolle spielte die Kursive. Die erste Kursive wurde 1501 von dem Stempelschneider Francesco Griffo für Aldus Manutius in Venedig geschnitten. Zunächst diente sie als selbständige Buchschrift (z. B. in den Aldinen), bis sie ab 1702 als „Schwesternschrift“ der Antiqua die Funktion als Auszeichnungsschrift zugewiesen bekam. Seitdem gehört sie als Schriftschnitt zu einer Schriftfamilie der Antiqua.

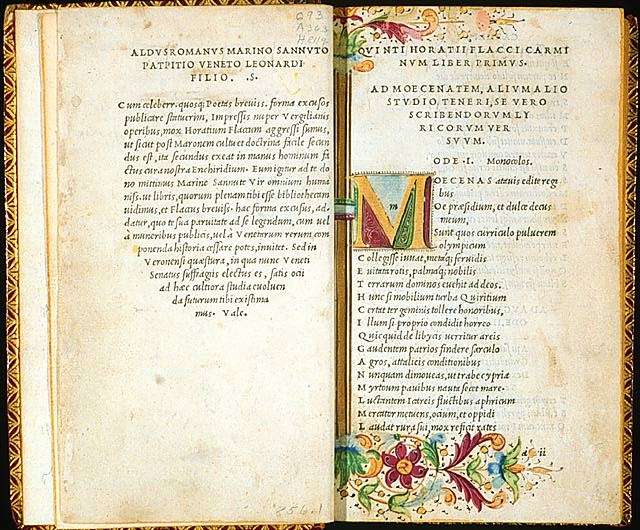
Kursive von Griffo/ Manutius 1501

Auf vielfältige Weise wurden in Europa die beiden Schriftgattungen „gebrochen“ und „rund“ interpretiert, differenziert, ihre Grenzen ausgelotet aber auch versucht, diese zu überschreiten. Im Zusammenhang mit technischen Neuerungen und Erfindungen waren es immer wieder die grafisch-ästhetischen Ausdrucksmöglichkeiten, der Eigenwert der Schriftform, die Schriftgestalter und Stempelschneider motivierten, inspirierten und herausforderten, vorhandene Schriftarten weiterzuentwickeln und neue zu entwerfen. Gleichzeitig entwickelten sich auch neue Bedürfnisse und Anwendungsbereiche für die Satzschrift. Dabei war der Prozess der Formgebung immer in die großen stilgeschichtlichen Bewegungen eingebunden.
So entwickelte sich im Verlaufe der Jahrhunderte ein facettenreiches Spektrum von Satzschriften, das allerdings immer mehr von den Antiquaformen dominiert wurde. Die geringere Anzahl von gebrochenen Schriften erklärt sich zum einen aus der Sonderstellung, die dieser Schrifttyp nach der Renaissance in Europa einnahm. Zum anderen kam es in Deutschland, wo die gebrochenen Schriften sehr lange identitätsstiftend (vgl. „Deutsche Schrift“) das Aussehen nicht nur von Druckerzeugnissen beherrschten, seit dem Ende des 19. Jahrhunderts zu langwierigen politischen Auseinandersetzungen, dem sogenannten Antiqua-Fraktur-Streit. Dieser wurde durch den Normalschrifterlass von 1941 jäh beendet. Aus politischem Kalkül verbot Hitler die Verwendung gebrochener Schriften. Damit setzten sich auch in Deutschland die Antiqua-Satzschriften endgültig als Verkehrsschrift durch. Um die Vielfalt der Schriftarten für die Arbeit von Typografen praktikabel ordnen zu können, entstanden verschiedene Modelle der Schriftklassifikation, darunter 1964 die Klassifikation nach DIN 16518 durch das Deutsche Institut für Normung e. V.

## Entwicklung von Satzschriften heute
Qualitativ hochwertige, d. h. ästhetisch anspruchsvolle und damit auch langlebige Satzschriften werden von professionellen Type-Designern entwickelt und meist von Schriftenherstellern (Fontherstellern, Font Foundries) vermarktet. Die Ausbildung von Typedesignern erfolgt an entsprechenden Hochschulen, so z. B. an der Hochschule für Grafik und Buchkunst in Leipzig, die auf eine 100-jährige Tradition in der Schriftausbildung zurückblicken kann. Darüber hinaus werden in anderen Ausbildungsstätten im Rahmen des Kommunikationsdesigns studienbegleitend Kurse im Typedesign angeboten, um visuelle Systeme für komplexe Informationen auf den verschiedenen kommunikativen Plattformen wie Print, Film, Web und Raum entwickeln zu können.
Die Entwicklung von Satzschriften ist durch eine intensive und komplizierte Arbeit gekennzeichnet. Eine große Herausforderung für den Gestalter von Satzschriften besteht trotz der Automatisierung des Entwurfsprozesses darin, die unterschiedlichen Formen der einzelnen Buchstaben in ihrem Zusammenwirken so präzise in Einklang zu bringen, dass sie sich in Nachbarschaft mit beliebig anderen Figuren in einem Wort, einer Zeile, in einem Text zu einem optisch stimmigen Ganzen zusammenfügen lassen. Eine elementare Grundlage für die Gestaltung der Buchstaben sind einheitliche Parameter wie die Nutzung typografischer Maßeinheiten und Liniensysteme, die ebenso wie viele Begriffe aus der Bleisatzära übernommen wurden. Ein Schwerpunkt beim Entwurf einer Satzschrift ist die Zurichtung. Sie beinhaltet die Festlegung der Vor- und Nachbreite (Fleisch) des Buchstaben, die eine grundlegende Voraussetzung für die Optimierung der Buchstabenabstände, der Laufweite der Schrift ist und ein wichtiges Kriterium für die Qualität einer Schrift darstellt.

## Lesen und Sehen

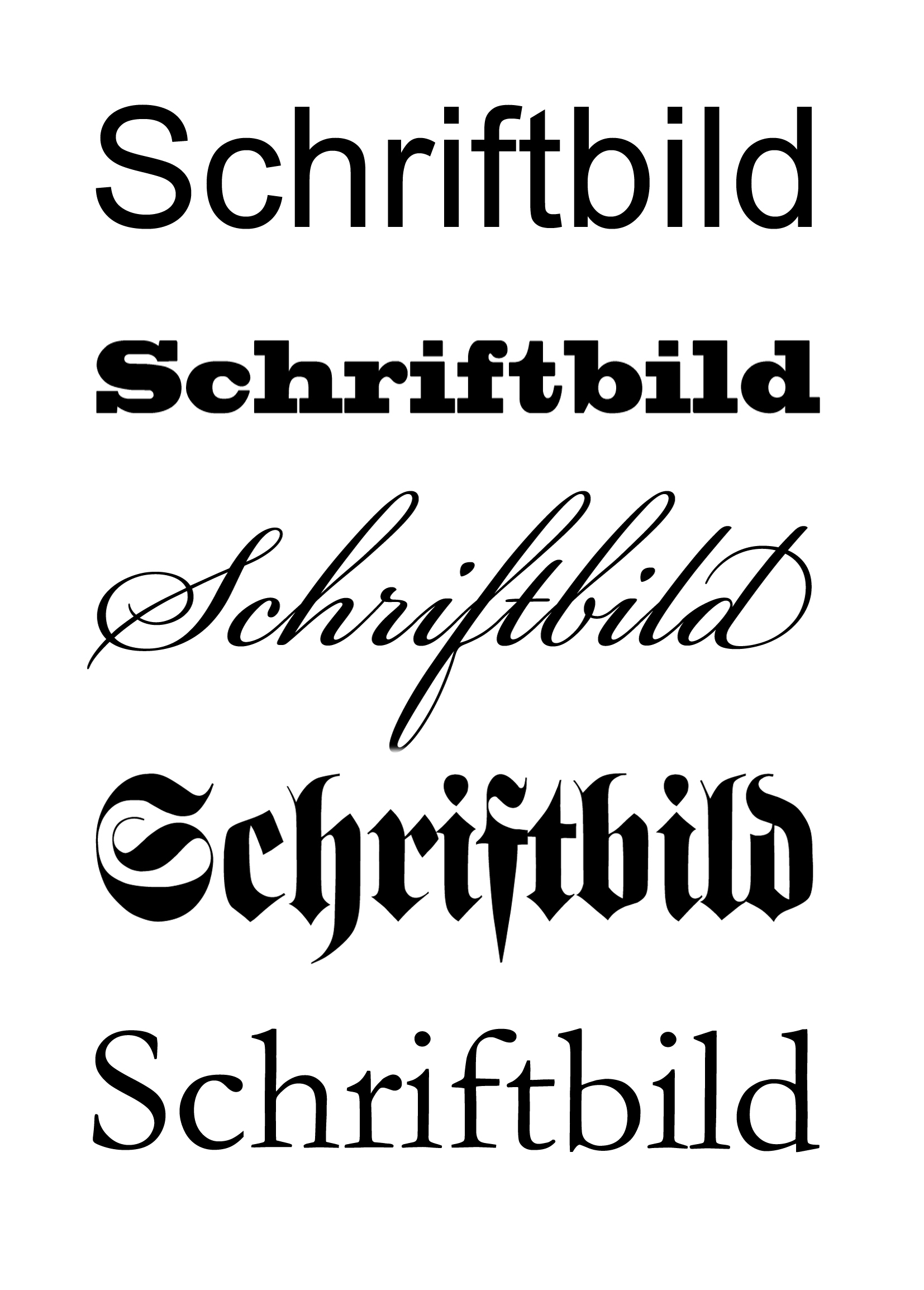
Ausdrucksqualitäten der konkreten Form

Die Form von Schriften im Allgemeinen und die von Satzschrift im Besonderen ist durch zwei unterschiedliche Zugriffsweisen gekennzeichnet: Lesen und Sehen (im Sinne von Schauen). Diese sind auf den „Doppelcharakter der Schrift“ zurückzuführen:
Schrift ist sowohl abstrakt (semantische Ebene) als auch sinnlich konkret (semiotische Ebene). Beim routinierten Lesen ist die Aufmerksamkeit auf die abstrakte Seite der Schrift gerichtet. Aufzeichnungen in alphabetischer Schrift werden nicht Buchstabe für Buchstabe dechiffriert, sondern Wort- und Zeilenumrisse werden mittels Augensprüngen (Sakkaden) ganzheitlich erfasst. Dabei entziehen sich Formdetails des Schriftbildes der Aufmerksamkeit, treten in den Hintergrund und werden nicht registriert bzw. sind unsichtbar.
Demgegenüber kann die konkrete Form der Schrift durch eine veränderte Wahrnehmungseinstellung sinnlich wahrgenommen werden. Sie hat bildhaft-anschaulichen Charakter. Der Begriff Schriftbild gründet sich auf diese Anschaulichkeit.
Die grafischen Eigenschaften einer Satzschrift, ihre Schriftart und ihr Schriftschnitt lösen Assoziationen und damit verbundene Empfindungen aus. Sie werden ästhetisch gewertet. Mit diesen Ausdrucksqualitäten (konnotative Bedeutung) kann ein bestimmtes optisches Klima für die Rezeption des Textes geschaffen werden. Der Charakter der Schrift (einschließlich der Form ihres typografischen Einsatzes), ihre Anmutung, kann nicht nur die Aufnahme der Information, sondern auch ihre kommunikative Wirkung entscheidend beeinflussen, sowohl positiv als auch negativ. Beide Wahrnehmungseinstellungen überlagern sich. Lesen und Schauen sind kontextabhängig. Sie können bei der Rezeption von Schriftanwendungen unterschiedlich akzentuiert sein.
Das Design von Satzschriften trägt diesen Zugriffsweisen auf Schrift Rechnung durch die Einteilung in zwei große Gruppen: in Leseschriften (Werkschriften/ Brotschriften) und in Schauschriften, auch Displayschriften genannt.

## Leseschriften und Displayschriften
Werkschriften dienen im Mengensatz/Fließtext der Darstellung und Rezeption von längeren Texten. Sie müssen optisch störungsfrei für die Übermittlung von Inhalten sein. Im Vergleich zu Displayschriften sind sie in ihrem grafischen Ausdruck verhalten und in gewisser Weise konservativ. Die Gestaltung ist an die Berücksichtigung von Konventionen und Wahrnehmungsgewohnheiten gebunden, die sich bei Leseschriften im Verlaufe von Jahrhunderten herausgebildet und manifestiert haben. Aus diesem Grund ist für die Entwicklung von Schriften für das Lesen längerer Texte die fundierte Kenntnis klassischer Vorbilder erforderlich. Der Gestaltungsspielraum ist relativ eng begrenzt und stellt besondere Anforderungen an die Kreativität des Designers.

Beispiele für Lese- bzw. Werkschriften
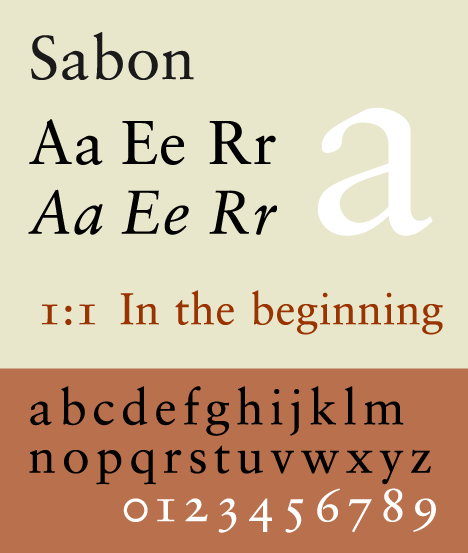
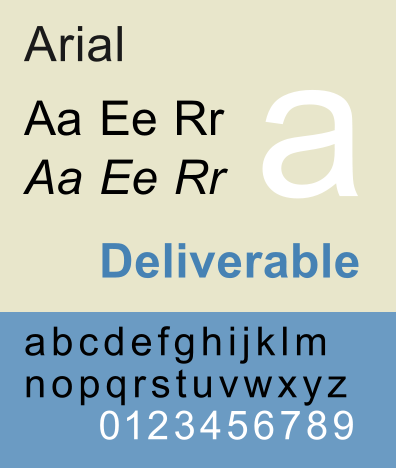

Displayschriften werden demgegenüber für kurze Texte, vor allem für Überschriften/Headlines und für besondere Auszeichnungszwecke, sowie für Beschriftungen in überdimensionalen Größen, z. B. Anzeigetafeln, gestaltet. Sie spielen vor allem in der Werbung eine Rolle. Hier kommt es weniger auf optimale Lesbarkeit an. Die besondere Form einer Schrift dient hier gleichsam als visueller „Köder“. Ihre gesteigerte Sichtbarkeit soll Aufmerksamkeit erregen, Signalwirkung haben, um sich in dem überkomplexen Wahrnehmungsangebot durchsetzen zu können. Dabei kommen zielgruppenspezifische Stilmittel zum Einsatz, die sich auch durch eine expressive, unkonventionelle Formsprache auszeichnen können. Mitunter werden Lesegewohnheiten bewusst ignoriert, um die Schriftform ihrer Selbstverständlichkeit zu entreißen.

Beispiele für Displayschriften
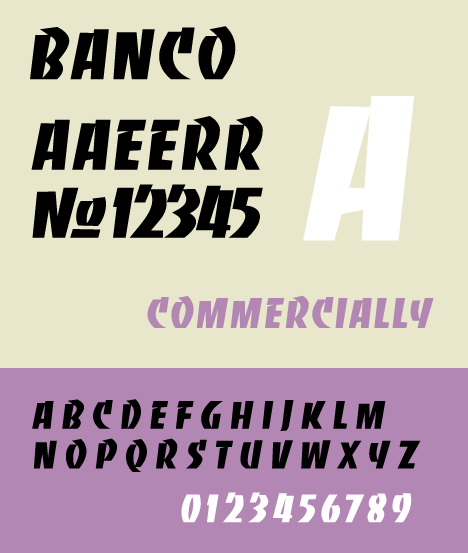

## Schriftfamilien
Während Displayschriften und Schreibschriften meist als einfacher Schriftschnitt konzipiert werden, umfasst eine Werkschrift in der Regel mehrere Schnitte, die eine Schriftfamilie bilden. Bei gemeinsamen Formmerkmalen der jeweiligen Schriftart können die einzelnen Schriftschnitte dann etwa solche wie „fett“, „kursiv“ oder „schmal“ sein. Verwandte Schriftfamilien mit unterschiedlichen Klassifikationsmerkmalen (Serif, Sans Serif …) werden als Schriftsippen bezeichnet.

## Alltagskultur und kulturelles Erbe
Schrift ist ein Grundpfeiler der menschlichen Zivilisation. Satzschriften bilden eine elementare Voraussetzung für effizientes Funktionieren schriftbasierter Information, Kommunikation und Orientierung. In einer Informationsgesellschaft sind sie unverzichtbar. Die Entwicklung digitaler Technologien hat zu einer umfassenden Demokratisierung der Schriftherstellung und -anwendung geführt. Satzschriften durchdringen immer mehr unsere Lebensräume, sind ein stetig zunehmender Bestandteil unserer Alltagskultur geworden. Damit wächst zugleich die Verantwortung der Auftraggeber, Gestalter und Anwender von Satzschriften für ihre funktional-ästhetische Qualität.
Gutenbergs Leistung bestand nicht allein in seiner technischen Erfindung. Mit der Entwicklung der Textura-Type nach den Vorbildern der besten zeitgenössischen handgeschriebenen Buchschriften für den Druck der Bibel hat er zugleich hohe ästhetische Maßstäbe für die Schriftgestaltung und Typografie gesetzt. Daran haben sich nachfolgende Generationen von Schriftgestaltern und Stempelschneidern orientiert und die Schriftlandschaft durch eigene Schöpfungen einzigartig erweitert und bereichert.
Herausragende klassische Bleisatzschriften und danach die Fotosatzschriften gehören nun zum festen Bestand des kulturellen Erbes z. B. die Jenson-Antiqua (1470), die Bembo (um 1495), die Schriften von Garamond (um 1530), Caslon (1722), Baskerville (um 1750), Bodoni (um 1790) und Walbaum (Anfang 19. Jh.) sowie Schriften der jüngeren Vergangenheit wie die Futura (1927), Gill (1928–1930), Times (1931), Palatino (1950), Helvetica (1956) und Univers (1957). Viele dieser Schriften werden nicht nur in Museen (z. B. dem Museum für Druckkunst in Leipzig) aufbewahrt, sondern erleben durch ihre „Revitalisierung“ in den Fonts ein Comeback. Da einige von ihnen auf den Computern vorinstalliert sind, kommen Nutzer ständig mit ihnen in Berührung, wie z. B. mit der Garamond, der Helvetica, der Times u. a.

Beispiele für revitalisierte Schriften
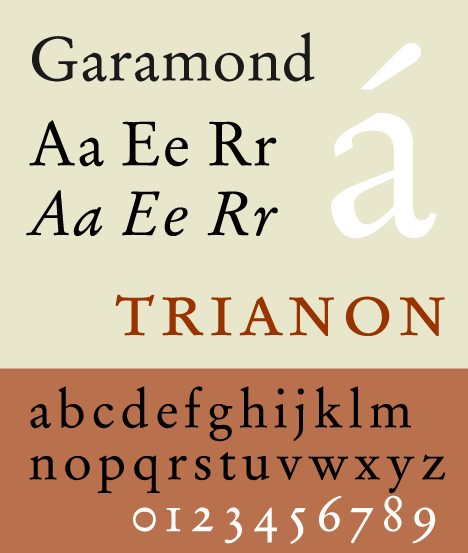

Die Initiative, die digitale Technologie mit ästhetisch anspruchsvoller Schrift zu verbinden, ging von Steve Jobs, eine der bekanntesten Persönlichkeiten der Computerindustrie, aus. 1984 stattete er als Erster einen Computer, den Mac, mit „schöner Schrift“ aus.
Dessen ungeachtet verläuft die Weiterentwicklung von Satzschriften einschließlich der Typografie nach der Umstellung auf die digitale Technik nicht ohne Probleme.
Verschiedene Interessenvertretungen von Schriftgestaltern, Schriftherstellern, Typografen, Grafikdesignern und Freunden dieses Designbereichs sind deshalb bemüht, einem befürchteten Verfall von Schrift und Typografie durch ihr gemeinsames Engagement entgegenzuwirken.
Das bedeutendste internationale Forum ist die Association Typographique Internationale (AtypI). Als Non-Profit-Organisation wurde sie 1957 gegründet. Ihr gehören Mitglieder aus 40 Ländern an. Ihre Aufgabe sieht sie vor allem darin, sich für die Erhaltung und Pflege der Schriftkultur zu engagieren, die Entwicklung von gestalterisch anspruchsvollen digitalen Schriften und herausragenden typografischen Gestaltungen zu fördern, vor allem durch die Organisation von fachlichem Austausch auf internationaler Ebene im Rahmen von jährlich stattfinden Konferenzen.
In Deutschland sind es Vereinigungen wie die Typographische Gesellschaft München (tgm), die TYPO Berlin, die Leipziger Typotage u. a., die auf das Schriftgestalten der Gegenwart Einfluss nehmen, indem sie Probleme in diesem Gestaltungsbereich thematisieren und nach Lösungen suchen. So werden 2015 Besichtigungen und Diskussionen zu „Architektur und Typografie“ (Typographische Gesellschaft München) und zu „Schrift im öffentlichen Raum“ (Leipziger Typotage) im Mittelpunkt der jährlichen Treffen stehen.
Darüber hinaus tragen Ausstellungen dazu bei, das Bewusstsein der Öffentlichkeit für diesen wenig beachteten, aber breitenwirksamen Designbereich zu schärfen. Z.B. zeigte 2002 die Ausstellung „postscript – Tendenzen in der digitalen Schriftgestaltung“ im Künstlerhaus Wien einen Querschnitt durch die zeitgenössische typografische Produktion aus den deutschsprachigen Ländern Österreich, Deutschland und die Schweiz.
2010 wurde für die Kunstbibliothek des Staatlichen Museums in Berlin eine Ausstellung mit dem Titel „Welt aus Schrift. Zur Typographie im 20. Jahrhundert in Europa und den USA“ ausgerichtet. Mit Exponaten der Sammlung Grafikdesign wurde eine „Gesamtkartografie von Schriftbildern“ präsentiert und damit herausragende Leistungen von Schriftgestaltern und Typografen gewürdigt.
2013 und 2014 wurde ein Ranking „Die 100 besten Schriften aller Zeiten“ veranstaltet, mit Hilfe dessen eine Verständigung über Gütemaßstäbe erreicht werden sollte und das Orientierung in dem unüberschaubaren Schriftenangebot geben sollte. Darüber hinaus werden immer wieder Wettbewerbe ausgelobt, die Anreize für eine hohe gestalterische Qualität von Satzschriften schaffen sollen.
Beispielgebend im Alltag wirkt professionelles Typedesign u. a. auch durch die sogenannten Hausschriften. Viele Institutionen nutzen Schriften von international renommierten Type-Designern, um sich in der Öffentlichkeit mit einem einheitlichen Erscheinungsbild mit Wiedererkennungswert darzustellen und die Inhalte ihrer Einrichtungen und ihre Unternehmensphilosophie auf grafisch hohem Niveau kommunizieren zu können.

Beispiele für die Logos von Unternehmen mit eigenen Hausschriften
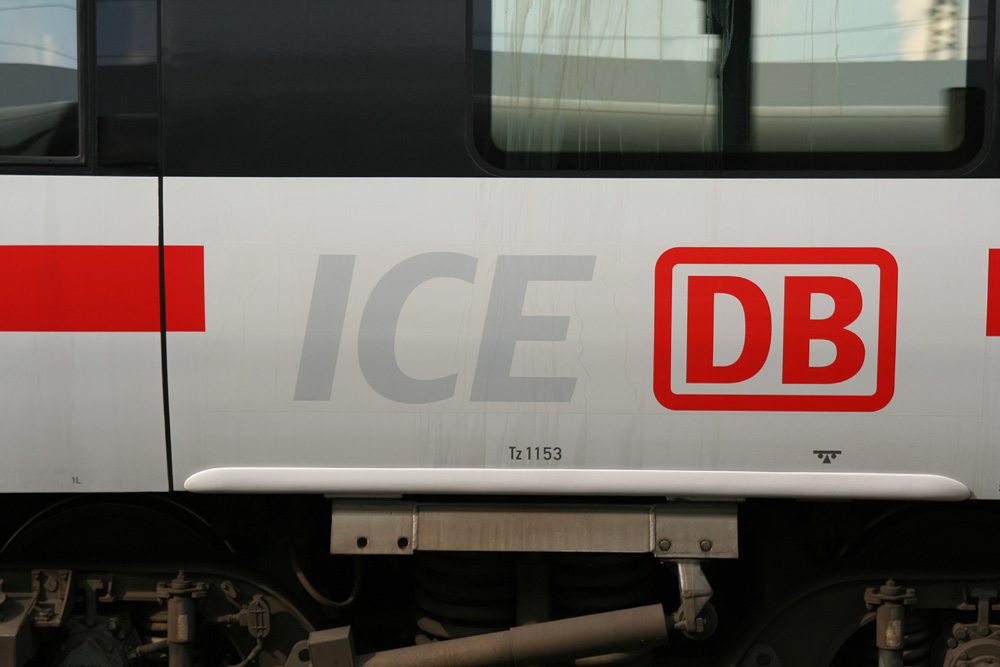

So arbeitet z. B. die ARD mit Schriftschnitten der Thesis von Lucas de Groot. Um Ähnlichkeit mit Hausschriften anderer Institutionen zu vermeiden, werden von größeren Unternehmen (z. B. Telekom, Siemens u. a.) Exklusivschrift-Familien in Auftrag gegeben. Für die DB Type, die Schrift der Deutschen Bahn, wurden Christian Schwartz und Erik Spiekermann 2007 mit dem Designpreis ausgezeichnet. Begründung: Das Schriftensystem sei ein „Meisterwerk für mehr Informationskultur“. … „Herausragende Funktionalität und kultivierte Anmutung stehen der deutschen Alltagskultur gut zu Gesicht.“